# Ewald Gnau

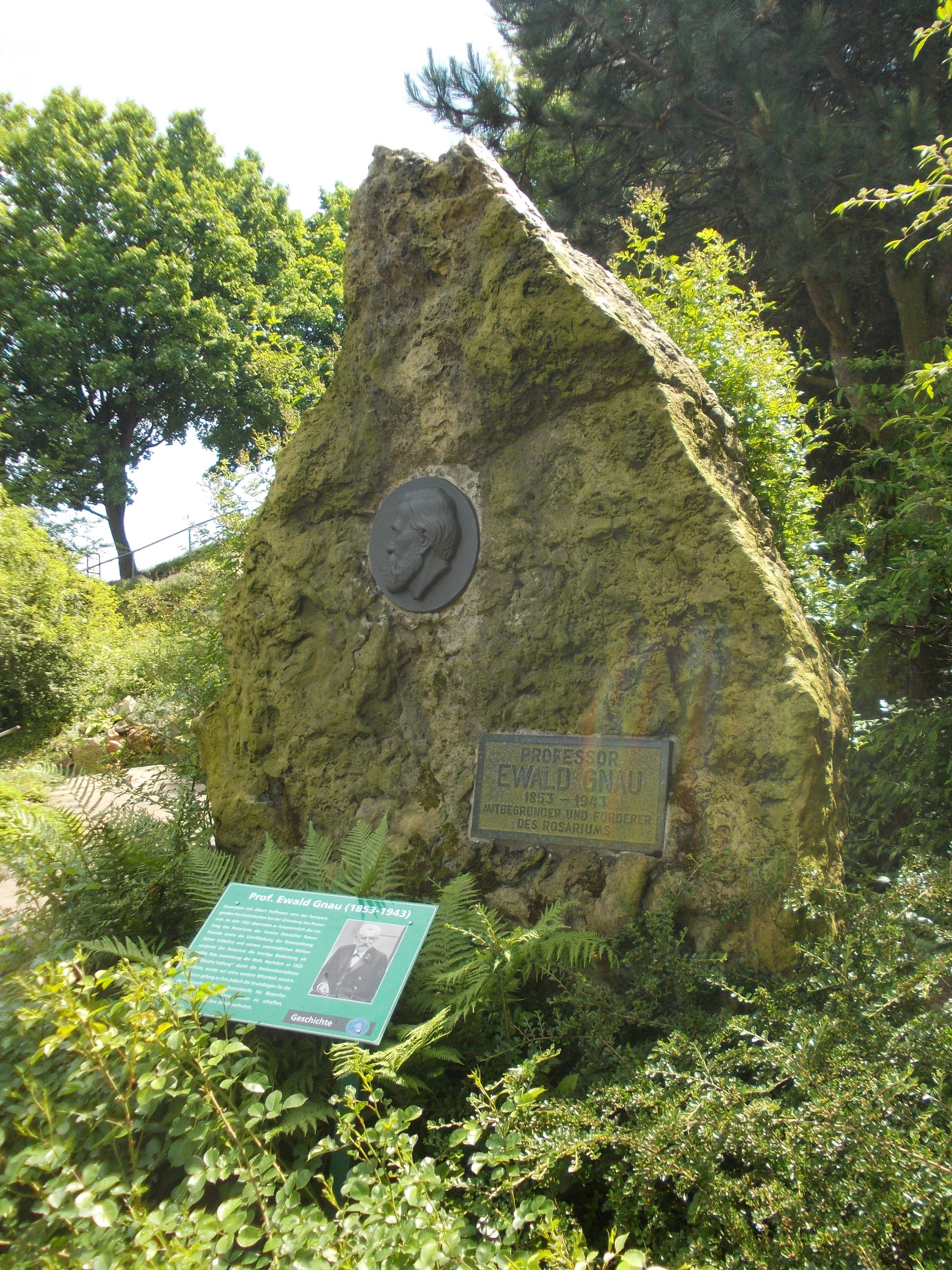
Denkmal für Ewald Gnau

Ewald Gnau, genannt der Rosenprofessor (* 1. März 1853 in Hückeswagen; † 5. Januar 1943) war Lehrer für Naturwissenschaften, Botaniker und Mitbegründer des heutigen Europa-Rosariums in Sangerhausen, der nach eigenen Angaben größten Rosensammlung der Welt.
Ewald Gnau wurde als ein Sohn des Kutschers Johann Philipp Gnau in der Hückeswagener Marktstraße geboren. 1873 legte er das Abitur am Hennebergischen Gymnasium in Schleusingen ab. Anschließend studierte er Mathematik und Naturwissenschaften in Straßburg, wo er als meteorologischer Assistent an der Kaiserlichen Sternwarte arbeitete, und bis 1877 in Berlin. Anschließend ging er ins Lehramt für die Fächer Mathematik, Physik und Botanik. 1877–1879 arbeitete er als Lehrer an der Gewerbeschule Elberfeld, anschließend genügte er 1879–1880 seiner Militärpflicht in Münster/Westfalen und schied als Unteroffizier aus. Nach seiner Lehramtsprüfung (Berlin 1882) trat er sein Probejahr am Realprogymnasium Neuwied an. Es folgte eine Anstellung in Neuhaldensleben (1883–1884). 1884 wechselte er als Oberlehrer für Naturwissenschaften an das Gymnasium nach Sangerhausen. 1902 wurde er zum Professor (im Gymnasialdienst) ernannt.
In Sangerhausen begann er mit dem Aufbau eines Rosariums (seit 1993 Europa-Rosarium), das er organisatorisch und wissenschaftlich betreute. Seine Idee war es, Kunstwerke aufzustellen, wie die Büste der Kaiserin Auguste Viktoria, der Schirmherrin des Vereins Deutscher Rosenfreunde (VDR). Seiner Initiative ist auch die Entstehung einer Rosenbibliothek, der ersten Prüfstelle für Rosenneuheiten, die Beratungsstelle für Gartenfreunde und die Zentralstelle für Rosenforschung zu verdanken.
Von 1922 bis 1933 war er Schriftleiter der Rosen-Zeitung und Geschäftsführer des VDR. 1933 legte er aus Protest gegen das Gleichschaltungsgesetz der Nationalsozialisten sein Amt als Geschäftsführer des VDR nieder.
In seiner Geburtsstadt Hückeswagen wurde eine Straße nach ihm benannt. In Sangerhausen wurde 1955 die Straße „Kurze Feld“ in Ewald-Gnau-Straße umbenannt. Seine letzte Ruhestätte fand Gnau auf den städtischen Friedhof in Sangerhausen.

## Veröffentlichungen
- Zur Geschichte der Fernröhre, in: Sirius 1879, 85–92, 101–111, 134–140, 169–176, 241–248 (online)
- Der Regenbogen, in: Humboldt 1884.
- Die Astronomie in der Schule, in: Programm des Gymnasiums Sangerhausen 1907/1908.
- Wer ist Gamma?